# Liste der Mitglieder des australischen Repräsentantenhauses (1987–1990)
Dies ist die Liste der Abgeordneten des australischen Repräsentantenhauses zwischen 1987 und 1990.
Insgesamt wurden 148 Mitglieder bei den Parlamentswahlen 1987 für das Unterhaus gewählt.
Die Australian Labor Party bildete mit 86 Sitzen die Mehrheit.
| Mitglied           | Partei                       | Wahlkreis          | Bundesstaat bzw. Territorium | Amtszeiten                      |
| ------------------ | ---------------------------- | ------------------ | ---------------------------- | ------------------------------- |
| Evan Adermann      | Nationale Partei Australiens | Fairfax            | Queensland                   | 1972–1990                       |
| Ken Aldred         | Liberal Party of Australia   | Bruce              | Victoria                     | 1975–1980, 1983–1996            |
| John Anderson 5    | Nationale Partei Australiens | Gwydir             | New South Wales              | 1989–2007                       |
| Neil Andrew        | Liberal Party of Australia   | Wakefield          | South Australia              | 1983–2004                       |
| Peter Baldwin      | Australian Labor Party       | Sydney             | New South Wales              | 1983–1998                       |
| Allen Blanchard    | Australian Labor Party       | Moore              | Western Australia            | 1983–1990                       |
| Julian Beale       | Liberal Party of Australia   | Bruce              | Victoria                     | 1984–1996                       |
| Kim Beazley        | Australian Labor Party       | Swan               | Western Australia            | 1980–2007                       |
| David Beddall      | Australian Labor Party       | Rankin             | Queensland                   | 1983–1998                       |
| Gordon Bilney      | Australian Labor Party       | Kingston           | South Australia              | 1983–1996                       |
| Neal Blewett       | Australian Labor Party       | Bonython           | South Australia              | 1977–1994                       |
| Charles Blunt      | Nationale Partei Australiens | Richmond           | New South Wales              | 1984–1990                       |
| Lionel Bowen       | Australian Labor Party       | Kingsford Smith    | New South Wales              | 1969–1990                       |
| Ray Braithwaite    | Nationale Partei Australiens | Dawson             | Queensland                   | 1975–1996                       |
| Bob Brown          | Australian Labor Party       | Charlton           | New South Wales              | 1980–1998                       |
| John Brown         | Australian Labor Party       | Parramatta         | New South Wales              | 1977–1990                       |
| Neil Brown         | Liberal Party of Australia   | Menzies            | Victoria                     | 1969–1972, 1975–1983, 1984–1991 |
| John Brumby        | Australian Labor Party       | Bendigo            | Victoria                     | 1983–1990                       |
| Max Burr           | Liberal Party of Australia   | Lyons              | Tasmanien                    | 1975–1993                       |
| Alan Cadman        | Liberal Party of Australia   | Mitchell           | New South Wales              | 1974–2007                       |
| Ewen Cameron       | Liberal Party of Australia   | Indi               | Victoria                     | 1977–1993                       |
| Donald Cameron     | Liberal Party of Australia   | Moreton            | Queensland                   | 1966–1983, 1983–1990            |
| Ian Cameron        | Nationale Partei Australiens | Maranoa            | Queensland                   | 1980–1990                       |
| Graeme Campbell    | Australian Labor Party       | Kalgoorlie         | Western Australia            | 1980–1998                       |
| Jim Carlton        | Liberal Party of Australia   | Mackellar          | New South Wales              | 1977–1994                       |
| David Charles      | Australian Labor Party       | Isaacs             | Victoria                     | 1980–1990                       |
| Ric Charlesworth   | Australian Labor Party       | Perth              | Western Australia            | 1983–1993                       |
| Joan Child         | Australian Labor Party       | Henty              | Victoria                     | 1974–1975, 1980–1990            |
| Bob Chynoweth      | Australian Labor Party       | Dunkley            | Victoria                     | 1984–1990, 1993–1996            |
| Peter Cleeland     | Australian Labor Party       | McEwen             | Victoria                     | 1984–1990, 1993–1996            |
| Michael Cobb       | Nationale Partei Australiens | Parkes             | New South Wales              | 1984–1998                       |
| Barry Cohen        | Australian Labor Party       | Robertson          | New South Wales              | 1969–1990                       |
| David Connolly     | Liberal Party of Australia   | Bradfield          | New South Wales              | 1974–1996                       |
| Brian Courtice     | Australian Labor Party       | Hinkler            | Queensland                   | 1987–1993                       |
| Bruce Cowan        | Nationale Partei Australiens | Lyne               | New South Wales              | 1980–1993                       |
| Mary Crawford      | Australian Labor Party       | Forde              | Queensland                   | 1987–1996                       |
| Manfred Cross      | Australian Labor Party       | Brisbane           | Queensland                   | 1961–1975, 1980–1990            |
| Barry Cunningham   | Australian Labor Party       | McMillan           | Victoria                     | 1980–1990, 1993–1996            |
| Elaine Darling     | Australian Labor Party       | Lilley             | Queensland                   | 1980–1993                       |
| John Dawkins       | Australian Labor Party       | Fremantle          | Western Australia            | 1974–1975, 1977–1994            |
| Don Dobie          | Liberal Party of Australia   | Cook               | New South Wales              | 1966–1972, 1975–1998            |
| Alexander Downer   | Liberal Party of Australia   | Mayo               | South Australia              | 1984–2008                       |
| Stephen Dubois     | Australian Labor Party       | St George          | New South Wales              | 1984–1993                       |
| Michael Duffy      | Australian Labor Party       | Holt               | Victoria                     | 1980–1996                       |
| Peter Duncan       | Australian Labor Party       | Makin              | South Australia              | 1984–1996                       |
| Harry Edwards      | Liberal Party of Australia   | Berowra            | New South Wales              | 1972–1993                       |
| Ron Edwards        | Australian Labor Party       | Stirling           | Western Australia            | 1983–1993                       |
| Wendy Fatin        | Australian Labor Party       | Brand              | Western Australia            | 1983–1996                       |
| Wal Fife           | Liberal Party of Australia   | Hume               | New South Wales              | 1975–1993                       |
| Tim Fischer        | Nationale Partei Australiens | Farrer             | New South Wales              | 1984–2001                       |
| Peter Fisher       | Nationale Partei Australiens | Mallee             | Victoria                     | 1972–1993                       |
| Eric Fitzgibbon    | Australian Labor Party       | Hunter             | New South Wales              | 1984–1996                       |
| Ross Free          | Australian Labor Party       | Lindsay            | New South Wales              | 1980–1996                       |
| John Gayler        | Australian Labor Party       | Leichhardt         | Queensland                   | 1983–1993                       |
| George Gear        | Australian Labor Party       | Canning            | Western Australia            | 1983–1996                       |
| Bruce Goodluck     | Liberal Party of Australia   | Franklin           | Tasmanien                    | 1975–1993                       |
| Russ Gorman        | Australian Labor Party       | Greenway           | New South Wales              | 1983–1996                       |
| Ted Grace          | Australian Labor Party       | Fowler             | New South Wales              | 1984–1998                       |
| Alan Griffiths     | Australian Labor Party       | Maribyrnong        | Victoria                     | 1983–1996                       |
| Steele Hall        | Liberal Party of Australia   | Boothby            | South Australia              | 1981–1996                       |
| Bob Halverson      | Liberal Party of Australia   | Casey              | Victoria                     | 1984–1998                       |
| Gerry Hand         | Australian Labor Party       | Melbourne          | Victoria                     | 1983–1993                       |
| Elizabeth Harvey   | Australian Labor Party       | Hawker             | South Australia              | 1987–1990                       |
| Bob Hawke          | Australian Labor Party       | Wills              | Victoria                     | 1980–1992                       |
| David Hawker       | Liberal Party of Australia   | Wannon             | Victoria                     | 1983–2010                       |
| Bill Hayden 4      | Australian Labor Party       | Oxley              | Queensland                   | 1961–1988                       |
| John Hewson        | Liberal Party of Australia   | Wentworth          | New South Wales              | 1987–1995                       |
| Noel Hicks         | Nationale Partei Australiens | Riverina-Darling   | New South Wales              | 1980–1998                       |
| Clyde Holding      | Australian Labor Party       | Melbourne Ports    | Victoria                     | 1977–1998                       |
| Colin Hollis       | Australian Labor Party       | Throsby            | New South Wales              | 1983–1998                       |
| John Howard        | Liberal Party of Australia   | Bennelong          | New South Wales              | 1974–2007                       |
| Brian Howe         | Australian Labor Party       | Batman             | Victoria                     | 1977–1996                       |
| Ben Humphreys      | Australian Labor Party       | Griffith           | Queensland                   | 1977–1996                       |
| Ralph Hunt 5       | Nationale Partei Australiens | Gwydir             | New South Wales              | 1969–1990                       |
| Chris Hurford 1    | Australian Labor Party       | Adelaide           | South Australia              | 1969–1987                       |
| Carolyn Jakobsen   | Australian Labor Party       | Cowan              | Western Australia            | 1984–1993                       |
| Harry Jenkins      | Australian Labor Party       | Scullin            | Victoria                     | 1986–                           |
| Gary Johns         | Australian Labor Party       | Petrie             | Queensland                   | 1987–1996                       |
| Barry Jones        | Australian Labor Party       | Lalor              | Victoria                     | 1977–1998                       |
| David Jull         | Liberal Party of Australia   | Fadden             | Queensland                   | 1975–1983, 1984–2007            |
| Bob Katter         | Nationale Partei Australiens | Kennedy            | Queensland                   | 1966–1990                       |
| Paul Keating       | Australian Labor Party       | Blaxland           | New South Wales              | 1969–1996                       |
| Ros Kelly          | Australian Labor Party       | Canberra           | Australian Capital Territory | 1980–1995                       |
| Lewis Kent         | Australian Labor Party       | Hotham             | Victoria                     | 1980–1990                       |
| John Kerin         | Australian Labor Party       | Werriwa            | New South Wales              | 1972–1975, 1978–1993            |
| Duncan Kerr        | Australian Labor Party       | Denison            | Tasmanien                    | 1987–2010                       |
| Richard Klugman    | Australian Labor Party       | Prospect           | New South Wales              | 1969–1990                       |
| Tony Lamb          | Australian Labor Party       | Streeton           | Victoria                     | 1972–1975, 1984–1990            |
| John Langmore      | Australian Labor Party       | Fraser             | Australian Capital Territory | 1984–1997                       |
| Michael Lavarch    | Australian Labor Party       | Fisher             | Queensland                   | 1987–1996                       |
| Michael Lee        | Australian Labor Party       | Dobell             | New South Wales              | 1984–2001                       |
| Ted Lindsay        | Australian Labor Party       | Herbert            | Queensland                   | 1983–1996                       |
| Bruce Lloyd        | Nationale Partei Australiens | Murray             | Victoria                     | 1971–1996                       |
| Michael MacKellar  | Liberal Party of Australia   | Warringah          | New South Wales              | 1969–1994                       |
| Ian Macphee        | Liberal Party of Australia   | Goldstein          | Victoria                     | 1974–1990                       |
| Stephen Martin     | Australian Labor Party       | Macarthur          | New South Wales              | 1984–2002                       |
| Stewart McArthur   | Liberal Party of Australia   | Corangamite        | Victoria                     | 1984–2007                       |
| Peter McGauran     | Nationale Partei Australiens | Gippsland          | Victoria                     | 1983–2008                       |
| Jeannette McHugh   | Australian Labor Party       | Phillip            | New South Wales              | 1983–1996                       |
| Leo McLeay         | Australian Labor Party       | Grayndler          | New South Wales              | 1979–2004                       |
| Tom McVeigh 3      | Nationale Partei Australiens | Groom              | Queensland                   | 1972–1988                       |
| John Mildren       | Australian Labor Party       | Ballarat           | Victoria                     | 1980–1990                       |
| Chris Miles        | Liberal Party of Australia   | Braddon            | Tasmanien                    | 1984–1998                       |
| Clarrie Millar     | Nationale Partei Australiens | Wide Bay           | Queensland                   | 1974–1990                       |
| Peter Milton       | Australian Labor Party       | La Trobe           | Victoria                     | 1980–1990                       |
| John Moore         | Liberal Party of Australia   | Ryan               | Queensland                   | 1975–2001                       |
| Allan Morris       | Australian Labor Party       | Newcastle          | New South Wales              | 1983–1998                       |
| Peter Morris       | Australian Labor Party       | Shortland          | New South Wales              | 1972–1998                       |
| John Mountford     | Australian Labor Party       | Banks              | New South Wales              | 1980–1990                       |
| Garry Nehl         | Nationale Partei Australiens | Cowper             | New South Wales              | 1984–2001                       |
| Neil O’Keefe       | Australian Labor Party       | Burke              | Victoria                     | 1984–2001                       |
| Lloyd O’Neil       | Australian Labor Party       | Grey               | South Australia              | 1983–1993                       |
| Andrew Peacock     | Liberal Party of Australia   | Kooyong            | Victoria                     | 1966–1994                       |
| James Porter       | Liberal Party of Australia   | Barker             | South Australia              | 1975–1990                       |
| Mike Pratt 1       | Liberal Party of Australia   | Adelaide           | South Australia              | 1988–1990                       |
| Roger Price        | Australian Labor Party       | Chifley            | New South Wales              | 1984–2010                       |
| Geoff Prosser      | Liberal Party of Australia   | Forrest            | Western Australia            | 1987–2007                       |
| Gary Punch         | Australian Labor Party       | Barton             | New South Wales              | 1983–1996                       |
| Peter Reith        | Liberal Party of Australia   | Flinders           | Victoria                     | 1982–1983, 1984–2001            |
| Ian Robinson       | Nationale Partei Australiens | Page               | New South Wales              | 1963–1990                       |
| Allan Rocher       | Liberal Party of Australia   | Curtin             | Western Australia            | 1981–1998                       |
| Philip Ruddock     | Liberal Party of Australia   | Dundas             | New South Wales              | 1973–                           |
| John Saunderson    | Australian Labor Party       | Aston              | Victoria                     | 1983–1990                       |
| Rod Sawford 2      | Australian Labor Party       | Port Adelaide      | South Australia              | 1988–2007                       |
| Gordon Scholes     | Australian Labor Party       | Corio              | Victoria                     | 1967–1993                       |
| Con Sciacca        | Australian Labor Party       | Bowman             | Queensland                   | 1987–2004                       |
| John Scott         | Australian Labor Party       | Hindmarsh          | South Australia              | 1980–1993                       |
| Les Scott 4        | Australian Labor Party       | Oxley              | Queensland                   | 1988–1996                       |
| Peter Shack        | Liberal Party of Australia   | Tangney            | Western Australia            | 1977–1983, 1984–1993            |
| John Sharp         | Nationale Partei Australiens | Gilmore            | New South Wales              | 1984–1998                       |
| Roger Shipton      | Liberal Party of Australia   | Higgins            | Victoria                     | 1975–1990                       |
| David Simmons      | Australian Labor Party       | Calare             | New South Wales              | 1983–1996                       |
| Ian Sinclair       | Nationale Partei Australiens | New England        | New South Wales              | 1963–1998                       |
| Warwick Smith      | Liberal Party of Australia   | Bass               | Tasmanien                    | 1984–1993                       |
| Jim Snow           | Australian Labor Party       | Eden-Monaro        | New South Wales              | 1983–1996                       |
| Warren Snowdon     | Australian Labor Party       | Northern Territory | Northern Territory           | 1987–1996, 1998–                |
| John Spender       | Liberal Party of Australia   | North Sydney       | New South Wales              | 1980–1990                       |
| Peter Staples      | Australian Labor Party       | Jagajaga           | Victoria                     | 1983–1996                       |
| Kathy Sullivan     | Liberal Party of Australia   | Moncrieff          | Queensland                   | 1984–2001                       |
| Bill Taylor 3      | Liberal Party of Australia   | Groom              | Queensland                   | 1988–1998                       |
| Andrew Theophanous | Australian Labor Party       | Calwell            | Victoria                     | 1980–2001                       |
| Robert Tickner     | Australian Labor Party       | Hughes             | New South Wales              | 1984–1996                       |
| Wilson Tuckey      | Liberal Party of Australia   | O’Connor           | Western Australia            | 1980–2010                       |
| Tom Uren           | Australian Labor Party       | Reid               | New South Wales              | 1958–1990                       |
| Alasdair Webster   | Liberal Party of Australia   | Macquarie          | New South Wales              | 1984–1993                       |
| Stewart West       | Australian Labor Party       | Cunningham         | New South Wales              | 1977–1993                       |
| Peter White        | Liberal Party of Australia   | McPherson          | Queensland                   | 1981–1990                       |
| Ralph Willis       | Australian Labor Party       | Gellibrand         | Victoria                     | 1972–1998                       |
| Ian Wilson         | Liberal Party of Australia   | Sturt              | South Australia              | 1966–1969, 1972–1993            |
| Bob Woods          | Liberal Party of Australia   | Lowe               | New South Wales              | 1987–1993                       |
| Michael Wooldridge | Liberal Party of Australia   | Chisholm           | Victoria                     | 1987–2001                       |
| Keith Wright       | Australian Labor Party       | Capricornia        | Queensland                   | 1984–1993                       |
| Mick Young 2       | Australian Labor Party       | Port Adelaide      | South Australia              | 1974–1988                       |

1 Chris Hurford (Australian Labor Party) trat am 31. Dezember 1987 zurück. Die dadurch resultierende Nachwahl am 6. Februar 1988 in Adelaide gewann Mike Pratt (Liberal Party of Australia).
2 Mike Young (Australian Labor Party) trat am 12. Februar 1988 zurück. Die dadurch resultierende Nachwahl am 26. April 1988 in Adelaide Port gewann Rod Sawford (Australian Labor Party).
3 Tom McVeigh (Nationale Partei Australiens) trat am 29. Februar 1988 zurück. Die dadurch resultierende Nachwahl am 9. April 1988 in Groom gewann Bill Taylor (Liberal Party of Australia).
4 Bill Hayden (Australian Labor Party) trat am 17. August 1988 zurück. Die dadurch resultierende Nachwahl am 8. Oktober 1988 in Oxley gewann Les Scott (Australian Labor Party).
5 Ralph Hunt (Nationale Partei Australiens) trat am 24. Februar 1989 zurück. Die dadurch resultierende Nachwahl am 15. April 1989 in Gwydir gewann John Anderson (Nationale Partei Australiens).